# Lana Del Ray a.k.a. Lizzy Grant
Lana Del Ray a.k.a. Lizzy Grant és l'àlbum debut de la cantant estatunidenca Lana Del Rey. L'àlbum va sortir únicament com a descàrrega digital el 4 de gener de 2010.

## Llistat de cançons
| Núm.          | Títol                                          | Composició    | Durada |
| ------------- | ---------------------------------------------- | ------------- | ------ |
| 1.            | «Kill Kill»                                    | Lana Del Rey  | 3:57   |
| 2.            | «Queen Of The Gas Station»                     | Lana Del Rey  | 3:04   |
| 3.            | «Oh Say Can You See»                           | Lana Del Rey  | 3:40   |
| 4.            | «Gramma (Blue Ribbon Sparkler Trailer Heaven)» | Lana del Rey  | 3:55   |
| 5.            | «For K Part 2»                                 | Lana Del Rey  | 3:24   |
| 6.            | «Jump»                                         | Lana Del Rey  | 2:51   |
| 7.            | «Mermaid Motel»                                | Lana Del Rey  | 3:59   |
| 8.            | «Raise Me Up (Mississippi South»               | Lana Del Rey  | 4:22   |
| 9.            | «Pawn Shop Blues»                              | Lana Del Rey  | 3:26   |
| 10.           | «Brites Lites»                                 | Lana Del Rey  | 2:58   |
| 11.           | «Put Me In A Movie»                            | Lana Del Rey  | 3:13   |
| 12.           | «Smarty »                                      | Lana Del Rey  | 2:49   |
| 13.           | «Yayo»                                         | Lana Del Rey  | 5:45   |
| Durada total: | Durada total:                                  | Durada total: | 44:03  |